# Ricardo Villa
Ricardo Julio Villa – detto Ricky – (Buenos Aires, 18 agosto 1952) è un ex calciatore e allenatore di calcio argentino, di ruolo centrocampista.

## Carriera
Villa giocò in patria nelle file di Quilmes (1970-74, 108 presenze e 20 reti), San Martin de Tucumàn (1973, 10 gare e 3 reti), Club Atlético Tucumán (1974-1976, 51 presenze, 19 gol) e Racing Club (1976-1978, 52 gare e 6 reti). Dopo il Mondiale vinto nel 1978, lui e il connazionale Osvaldo Ardiles furono ingaggiati dagli inglesi del Tottenham Hotspur. Villa vi giocò fino al 1983, sommando 133 presenze e 18 reti.
A differenza di Ardiles, prestato al Paris-Saint German, rimane a giocare anche nel periodo della guerra delle Falklands, grazie al passaporto italiano (agli argentini venne sospeso il permesso di lavoro in Gran Bretagna).
Nel 1983, ormai trentunenne, il giocatore tornò nel Nuovo Mondo, a giocare con gli statunitensi del Fort Lauderdale Strikers. Nella squadra che fu di Teófilo Cubillas, Villa scese in campo 19 volte, con 3 gol all'attivo. Nel 1984-85 si trasferì in Colombia, nel Deportivo Cali, ma non disputò alcuna gara, per cui tornò in patria, dove chiuse la carriera nel 1989. Gli ultimi anni lo videro bandiera del Defensa Y Justicia, squadra semiprofessionistica argentina: 93 presenze e 4 gol. Nella sua Nazionale firmò 25 presenze. Nel 1991 disputò un torneo per veterani, la World Cup of Masters, andando anche in rete contro l'Inghilterra.

## Attualità
Dal luglio 2005 Villa lavora nello staff tecnico del Club Atlético Talleres, squadra argentina. Negli anni novanta è stato impegnato in politica. Tutt'oggi, i tifosi del Tottenham innalzano vessilli col suo volto, ritratto come se fosse Che Guevara, cui il barbuto Villa somigliava molto.

## Palmarès

### Giocatore

#### Club
- Coppa d'Inghilterra: 2

Tottenham: 1980-1981, 1981-1982
- Charity Shield: 1

Tottenham: 1981

#### Nazionale
- Campionato mondiale: 1

Argentina 1978